# 三重県道666号八知下多気一志線
三重県道666号八知下多気一志線（みえけんどう666ごう やちしもたげいちしせん）は、三重県津市を通る一般県道である。

## 概要
津市美杉町八知から津市一志町井関に至る。単独区間よりも重複区間の方が長い。

### 路線データ
- 起点：津市美杉町八知（字長野宮7026番地先[2]：三重県道15号久居美杉線交点）
- 終点：津市一志町井関（字垣内田131番地先[2]：井関交差点、三重県道15号久居美杉線交点、三重県道43号一志美杉線起点）
- 総延長：4,693 m[注釈 1]

## 歴史
- 1972年（昭和47年）3月31日 - 旧三重県道赤桶一志線および旧三重県道八知嬉野線のそれぞれ一部をもって制定される[1]。

## 路線状況

### 重複区間
- 三重県道30号嬉野美杉線（津市美杉町下多気）
- 三重県道43号一志美杉線（津市美杉町下多気 - 津市一志町井関・井関交差点（終点））
- 三重県道29号松阪青山線（津市美杉町下之川）
- 三重県道580号白山小津線・中勢広域農道（津市一志町波瀬）

### 道路施設

#### 橋梁
- 上村橋（八手俣川、津市、三重県道43号一志美杉線重複区間内）

#### トンネル
- 矢頭トンネル：延長1,637 m、2015年（平成27年）竣工、8月17日供用開始[3]、津市（三重県道43号一志美杉線重複区間内）

### 通過する路線バス
以下の路線バスがこの県道の一部区間を運行している。
- 三重交通（三重交通中勢営業所管内）
  - 11系統 波瀬線
- 津市コミュニティバス (美杉地域)

### 交通量
交通量
| 地点           | 平日12時間        | 平日24時間        |
| 地点           | 2005年度⇒2010年度 | 2005年度⇒2010年度 |
| -------------- | ----------------- | ----------------- |
| 津市美杉町八知 | 268台⇒295台       | 346台⇒386台       |

## 地理

### 通過する自治体
- 三重県

- 津市

### 交差する道路
| 交差する道路                                                                    | 交差する場所 | 交差する場所      |
| ------------------------------------------------------------------------------- | ------------ | ----------------- |
| 三重県道15号久居美杉線                                                          | 美杉町八知   | 起点              |
| 三重県道30号嬉野美杉線 重複区間起点 三重県道43号一志美杉線 重複区間起点         | 美杉町下多気 |                   |
| 三重県道30号嬉野美杉線 重複区間終点                                             | 美杉町下多気 |                   |
| 三重県道29号松阪青山線 重複区間起点                                             | 美杉町下之川 |                   |
| 三重県道29号松阪青山線 重複区間終点                                             | 美杉町下之川 |                   |
| 中勢広域農道 / グリーンロード                                                   | 一志町波瀬   |                   |
| 三重県道580号白山小津線 重複区間起点 中勢広域農道 / グリーンロード 重複区間起点 | 一志町波瀬   |                   |
| 三重県道580号白山小津線 重複区間終点 中勢広域農道 / グリーンロード 重複区間終点 | 一志町波瀬   |                   |
| 三重県道43号一志美杉線 重複区間終点                                             | 一志町井関   | 井関交差点 / 終点 |

### 交差する鉄道
- [[名松線

### 沿線
- 雲出川
- JR東海名松線

- 比津駅 - 井関駅

- 八手俣川
- ヒストリーパーク塚原
- 津市役所 下之川出張所
- 矢頭中宮キャンプ場
- 富士エクセレントクラブ 一志温泉ゴルフ場
- おやつカンパニー 井関工場

### 峠
- 比津峠（津市）

比津峠（ひつとうげ）は、三重県津市美杉町八知と同市美杉町下多気の間にある峠。三重県道666号八知下多気一志線に属する。標高は441 m、北緯34度31分35秒 東経136度17分23秒 / 北緯34.52639度 東経136.28972度に位置する。
峠の頂上付近には霧山城跡が、美杉町八知側の麓には三重県指定天然記念物のスダジイ（東平寺のシイノキ樹叢）を境内に持つ東平寺がある。